# Skorvehalsen
Skorvehalsen är ett bergspass i Antarktis. Det ligger i Östantarktis. Norge gör anspråk på området. Skorvehalsen ligger 2 620 meter över havet.
Terrängen runt Skorvehalsen är kuperad åt nordost, men åt sydväst är den platt. Trakten är obefolkad. Det finns inga samhällen i närheten.